# Eduard Stettler
Pour les articles homonymes, voir Stettler (homonymie).
 (octobre 2020).
Si vous disposez d'ouvrages ou d'articles de référence ou si vous connaissez des sites web de qualité traitant du thème abordé ici, merci de compléter l'article en donnant les références utiles à sa vérifiabilité et en les liant à la section « Notes et références ».
Eduard Stlettler (né le 5 février 1880 à Berne, mort le 21 octobre 1940 également à Berne) était un juriste suisse qui a participé à l’association mondiale d’espéranto.

## Au sein de l’association mondiale d’espéranto
Après avoir travaillé deux ans en tant que volontaire dans le siège social de l’association, Stettler en devient vice-directeur en 1911, alors sous la direction de Hector Hodler. Ses compétences de juriste sont remarquées pour combler les faiblesses du mouvement à l’époque. Fin 1920, il est élu président de l’association, poste duquel il démissionne en 1924 pour des raisons de santé. Il en devient à nouveau le président de 1928 à 1934. Lors du 26e congrès mondial d'espéranto qui a eu lieu en 1934 à Stockholm, il démissionne à la surprise de tous, de façon solidaire avec Edmond Privat, Andreo Cseh et Johannes Karsch, membres du bureau, qui ne sont pas réélus. Stettler conserve cependant le titre de président honoraire, reçu en 1924.

## Publications
Il a écrit entre autres les statuts de l’association mondiale d’espéranto en 1920 et 1934 et une biographie de Hector Hodler en 1928.